# Ärmbu nasu
Ärmbu nasu ist eine unbewohnte Insel, 30 Meter von der größten estnischen Insel Saaremaa entfernt. Die Insel liegt in der Landgemeinde Saaremaa im Kreis Saare. Sie liegt in der Bucht Ärmbu abaja im Kahtla-Kübassaare hoiuala.
Ärmbu nasu ist zehn Meter lang und zehn Meter breit.